# Középfölde Szerepjáték

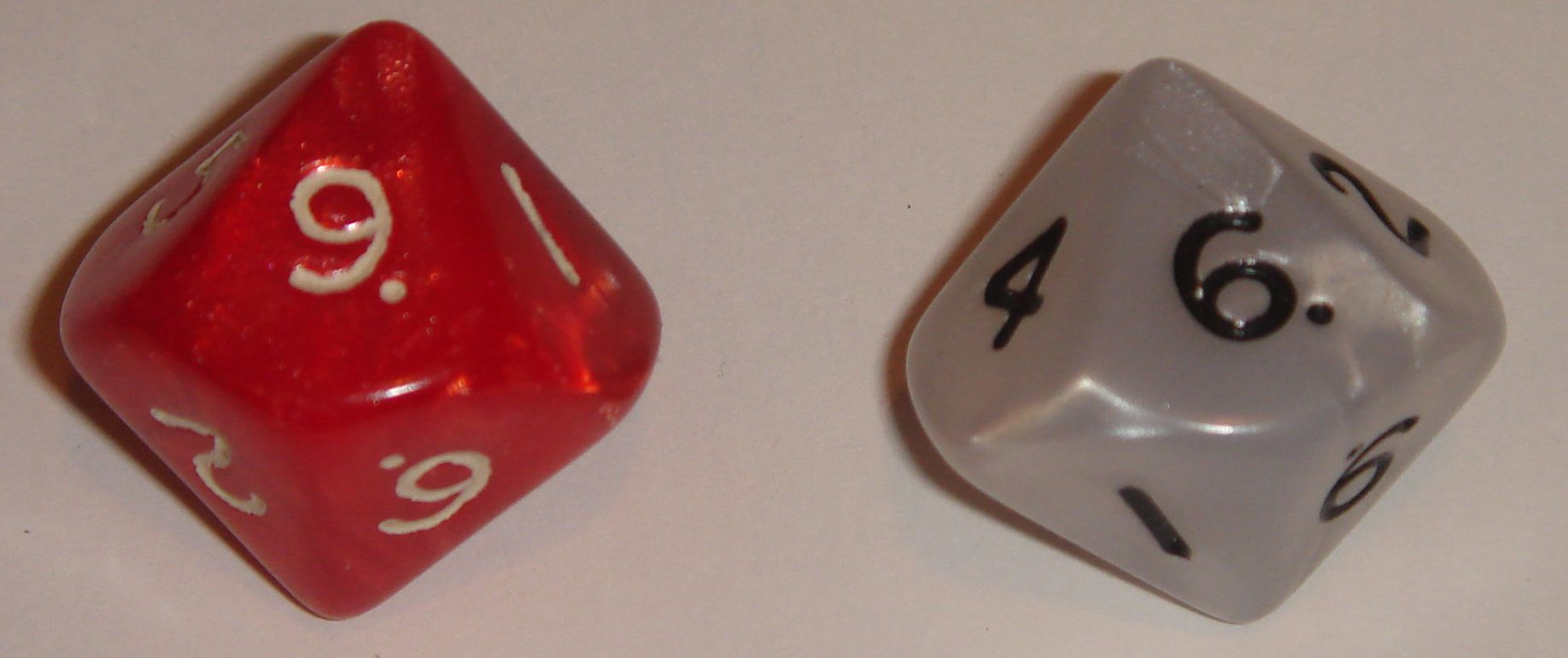
MERP 2 db., tízoldalú dobókockát használ.

Középfölde Szerepjáték (Middle-earth Role Playing, röv.: MERP) egy kizárólag J.R.R. Tolkien Középfölde világára írt szerepjáték, melyet az Iron Crown Enterprises (I.C.E.) adott ki és forgalmazott, míg 1999. szeptember 22-ével el nem veszítették a licencet.

## Világ
A MERP világa J. R. R. Tolkien Középföldéjének egy kissé továbbgondolt változata, azon belül is általában minden megjelent mű a Harmadkor 1600-as éve környékén, vagy kicsivel a Gyűrűháború után játszódik. Ezért, a MERP egy olyan Középfölde képet mutat be, ahol a játékosok nem, vagy csak kevéssé tudják befolyásolni a Tolkien műveiből megismerhető történelmet. Amennyiben ettől a kortól eltérő kiadványok jelentek meg, úgy azok leginkább messze keleten, avagy délen játszódnak, hiszen Arda ezen területeiről csak kevés krónika szól. Ezek a helyszínek, események talán leginkább az I.C.E. által kitalált, a Babó, a Gyűrűk Ura és a Szilmarilok történéseit alapul vévő alternatív valóságnak tekinthetők.

## Rendszer
A Középfölde Szerepjáték rendszere az I.C.E általános fantasy szerepjátékának, a Rolmasternek egy egyszerűsített és kissé a keretvilágra szabott verziója.
Az alapvető ötlet a rendszer mögött, hogy az százalékosan fejezzi ki azt, hogy egyes karakterek mennyire értenek az élet egy-egy aspektusához. A játék a karakterek tulajdonságait (erejüket, ügyességüket, intelligenciájukat, fellépésüket, intuíciójukat és egészségüket) valamint szakértelmüket egy 0 és 100 közötti skálán méri, ám ezektől is el lehet térni különféle módosítókkal.
Ha egy játékbeli esemény során a játék mesélője a rendszert hívja segítségül, akkor a játékos  dob a dobókockákkal. Ez a dobás egy százalékos eredményt ad, amit többnyire módosít a karakter szakértelem szintje, valamint az ellenfél vagy akadály legyőzésének nehézsége. Az így kapott eredményt csupán össze kell vetni a rendszerben található táblázatok egyikével, amelyről leolvasható az esemény végkimenetele.

## Kritikák
A MERP-et alapvetően pozitívan fogadta a szerepjátékos társadalom, ám be kell látni, hogy mostanra erősen megváltoztak a hasonló játékok iránt megnyilvánuló igények, így már kissé túlhaladt rajta a szerepjátékot játszók köre, és a fiatalság. Míg megjelentekor még a valósághű és minél részletesebb rendszer kialakítása volt a cél, most az egyszerűség és könnyen játszhatóság jelenti egy rendszer erősségét.
További problémákat jelentett, hogy a játszható hivatásoknál nem teljesen vették figyelembe a világot, ahova tervezték a játékot, s így, míg középföldén összesen öt mágus létezett Tolkien szerint, a szerepjáték ezt a hivatást legalább olyan elterjedtnek tekintette, mint a harcost. Ugyanez probléma merült föl a kószákkal kapcsolatban. A bárd és pap hivatások pedig ugyanúgy problematikusak, hiszen ezen hivatások egyike sem kap külön kiemelt szerepet (mint afféle különlegesen fontos hivatás) Tolkien műveiben, koncepciójában.

## Külső hivatkozások
- MERP informatiós lap
- Iron Crown Enterprises
- Középfölde Kalandorok Klubja